# Belišće
Belišće (udtale: [bɛ̌liːʃtɕɛ ]) ( kyrillisk: Белишће, ungarsk: Belistye ) er en by i Kroatien, beliggende i regionen Slavonien, Osijek-Baranja distrikt, i en højde af 93 moh. Byens befolkning er 6.518 (2011), og  10.825 indbyggere  i kommunen. I folketællingen i 2011 var flertallet kroater. Denne industriby ved floden Drava  ligger nær grænsen til Ungarn mod nord.
Hovederhverv er skovbrug, tømmer og træforarbejdning, bølgepap, metalindustri, kemikalier og syntetiske materialer.
Den indflydelsesrige Gutmann-familie havde en betydelig indvirkning på udviklingen i Belišće-regionen i det 19. og 20. århundrede. Dengang blev store slavonske egeskove fældet og erstattet med landbrugsjord, og en del af Salamon H. Gutmanns arbejderkvarter fra 1884 blev en del af det nuværende Belišće.

## Befolkning
Belišće havde i 2011 et indbyggertal på  indbyggertal 6.518 fordelt i nedenstående byer og bebyggelser:
- Bistrinci, befolkning 1.598
- Bocanjevci, befolkning 457
- Gat, befolkning 705
- Gorica Valpovačka, befolkning 165
- Kitišanci, befolkning 150
- Tiborjanci, befolkning 291
- Veliškovci, befolkning 685
- Vinogradci, befolkning 256